# 가가와현 제1구
가가와현 제1구(일본어: 香川県第1区)는 일본의 중의원 선거구이다. 1994년 공직선거법으로 신설되었다.
현재 중의원은 자유민주당 소속에 최근까지 스가 내각과 기시다 내각에서 디지털청에 초대 디지털 대신을 역임했던 히라이 다쿠야이다.

## 지역
- 다카마쓰시
- 쇼즈군
- 가가와군

## 역대 국회의원
| 선거          | 선거          | 의원            | 정당       |
| ------------- | ------------- | --------------- | ---------- |
|               | 1996년 제41회 | 후지모토 다카오 | 자유민주당 |
|               | 2000년 제42회 | 히라이 다쿠야   | 무소속     |
|               | 2003년 제43회 | 히라이 다쿠야   | 자유민주당 |
| 2005년 제44회 |               | 히라이 다쿠야   | 자유민주당 |
|               | 2009년 제45회 | 오가와 준야     | 민주당     |
|               | 2012년 제46회 | 히라이 다쿠야   | 자유민주당 |
| 2014년 제47회 |               | 히라이 다쿠야   | 자유민주당 |
| 2017년 제48회 |               | 히라이 다쿠야   | 자유민주당 |
|               | 2021년 제49회 | 오가와 준야     | 입헌민주당 |